# Cerezo de Río Tirón
Cerezo de Río Tirón é um município da Espanha na província de Burgos, comunidade autónoma de Castela e Leão, de área 60,92 km² com população de 681 habitantes (2007) e densidade populacional de 11,45 hab/km².

## Demografia
| Variação demográfica do município entre 1991 e 2004 | Variação demográfica do município entre 1991 e 2004 | Variação demográfica do município entre 1991 e 2004 | Variação demográfica do município entre 1991 e 2004 |
| --------------------------------------------------- | --------------------------------------------------- | --------------------------------------------------- | --------------------------------------------------- |
| 1991                                                | 1996                                                | 2001                                                | 2004                                                |
| 882                                                 | 818                                                 | 753                                                 | 728                                                 |